# Денисковичское сельское поселение
Денисковичское сельское поселение — муниципальное образование в западной части Злынковского района Брянской области. Административный центр — село Денисковичи.
Образовано в результате проведения муниципальной реформы в 2005 году, путём слияния дореформенного Денисковичского и Лысывского сельсоветов.

## Население
| 2010 | 2011 | 2012 | 2013 | 2014 | 2015 | 2016 | 2017 | 2018 |
| ---- | ---- | ---- | ---- | ---- | ---- | ---- | ---- | ---- |
| 850  | ↘842 | ↘777 | ↘720 | ↘694 | ↘640 | ↗655 | ↗668 | ↘648 |
| 2019 | 2020 | 2021 |      |      |      |      |      |      |
| ↗649 | ↗652 | ↘596 |      |      |      |      |      |      |

## Населённые пункты
| № | Населённый пункт | Тип     | Население |
| - | ---------------- | ------- | --------- |
| 1 | Денисковичи      | село    | ↘438      |
| 2 | Лысые            | село    | ↘259      |
| 3 | Нетеша           | посёлок | →3        |
| 4 | Фёдоровка        | деревня | →20       |